# Джексон, Кетанджи Браун
Кетанджи Браун Джексон (англ. Ketanji Brown Jackson, род. 14 сентября 1970) — американский юрист, судья Верховного суда США с 30 июня 2022 года, выдвинутая на эту должность президентом Джо Байденом. Ранее работала заместителем председателя Комиссии США по установлению наказаний (2010—2014), судьёй окружного суда США по округу Колумбия (2013—2021) и судьёй Апелляционного суда США по округу Колумбия (2021—2022).
Кетанджи Браун Джексон — первая чёрная женщина среди судей Верховного суда США.

## Биография

### Ранние годы и образование
Кетанджи Оньика Браун родилась в 1970 году в Вашингтоне, округ Колумбия, в семье учителей Джонни и Эллери Браун. Двое дядей Кетанджи работали в полиции Майами, а другой её дядя был приговорён к пожизненному заключению за ненасильственные наркопреступления, был освобождён в 2017 году, когда президент Барак Обама смягчил его приговор, и вскоре умер. Кетадж, младший брат Кетанджи, был полицейским в Балтиморе, а затем служил в армии Национальной гвардии штата Мэриленд. Через несколько лет после её рождения семья Кетанджи вернулась в Майами, родной город её родителей. В 1992 Кетанджи Браун получила степень бакалавра искусств в Гарвардском университете, а в 1996 году стала доктором права в Гарвардской школе права.

### Начало карьеры

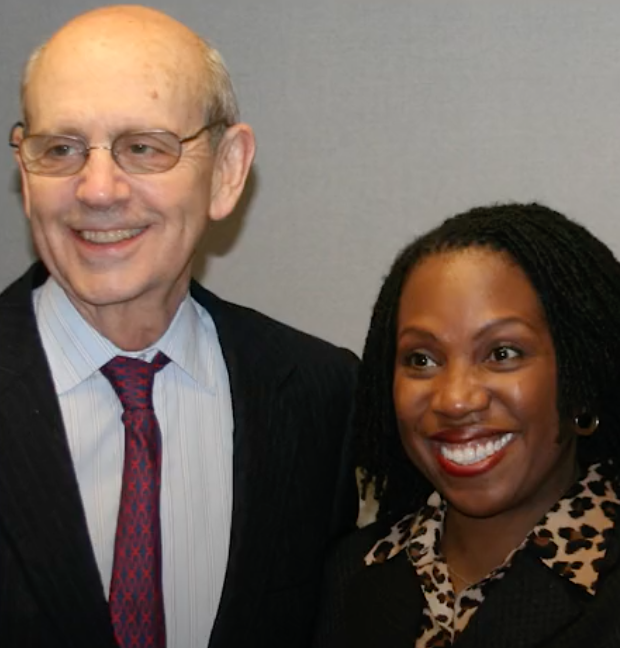
Судья Верховного суда США Стивен Брайер и Кетанджи Браун Джексон

Кетанджи Браун Джексон работала судебным клерком (помощником) у окружного федерального судьи Пэтти Сэрис (1996—1997), судьи Апелляционного суда первого округа США Брюса Сельи (1997—1998), судьи Верховного суда США Стивена Брайера (1999—2000). В 2003—2005 годах Джексон была помощницей специального советника Комиссии США по установлению наказаний, а в 2005—2007 — помощницей федерального государственного защитника в округе Колумбия. Также занималась частной практикой в Вашингтоне и Бостоне.
В 2009 году президент США Барак Обама выдвинул кандидатуру Кетанджи Браун Джексон на должность заместителя председателя Комиссии США по установлению наказаний. Джексон работала в этой должности с 2010 по 2014 годы.

### Окружной суд
В сентябре 2012 года президент Обама выдвинул Джексон на должность судьи окружного суда США по округу Колумбия, но голосование Сената не было проведено. В январе 2013 года Обама повторно выдвинул Джексон на эту должность, после чего в марте того же года её кандидатура была утверждена Сенатом и Джексон стала судьёй. На посту федерального судьи Джексон несколько раз выносила решения против администрации президента Дональда Трампа. Так, она обязала бывшего юрисконсульта Белого дома Дональда Макганна подчиниться повестке из Палаты представителей, написав в решении фразу «президенты — не короли». Кроме того, судья Джексон наложила общенациональный судебный запрет на расширение полномочий администрации по депортации мигрантов. Часть консерваторов и республиканцев критиковала некоторые решения Джексон, отменённые вышестоящими судами. В то же время президент либерального Альянса за правосудие Нэн Эрон отметила, что за восемь лет работы Джексон в суде из почти 600 её решений менее дюжины были отменены.

### Апелляционный суд
В апреле 2021 года президент США Джо Байден выдвинул Джексон на должность судьи Апелляционного суда США по округу Колумбия вместо Меррика Гарланда. В июне того же года Сенат утвердил её кандидатуру (за проголосовали 53 сенатора из 100 — все демократы Сената, а также республиканцы Сьюзан Коллинз, Лиза Меркауски, Линдси Грэм).

### Выдвижение в Верховный суд США

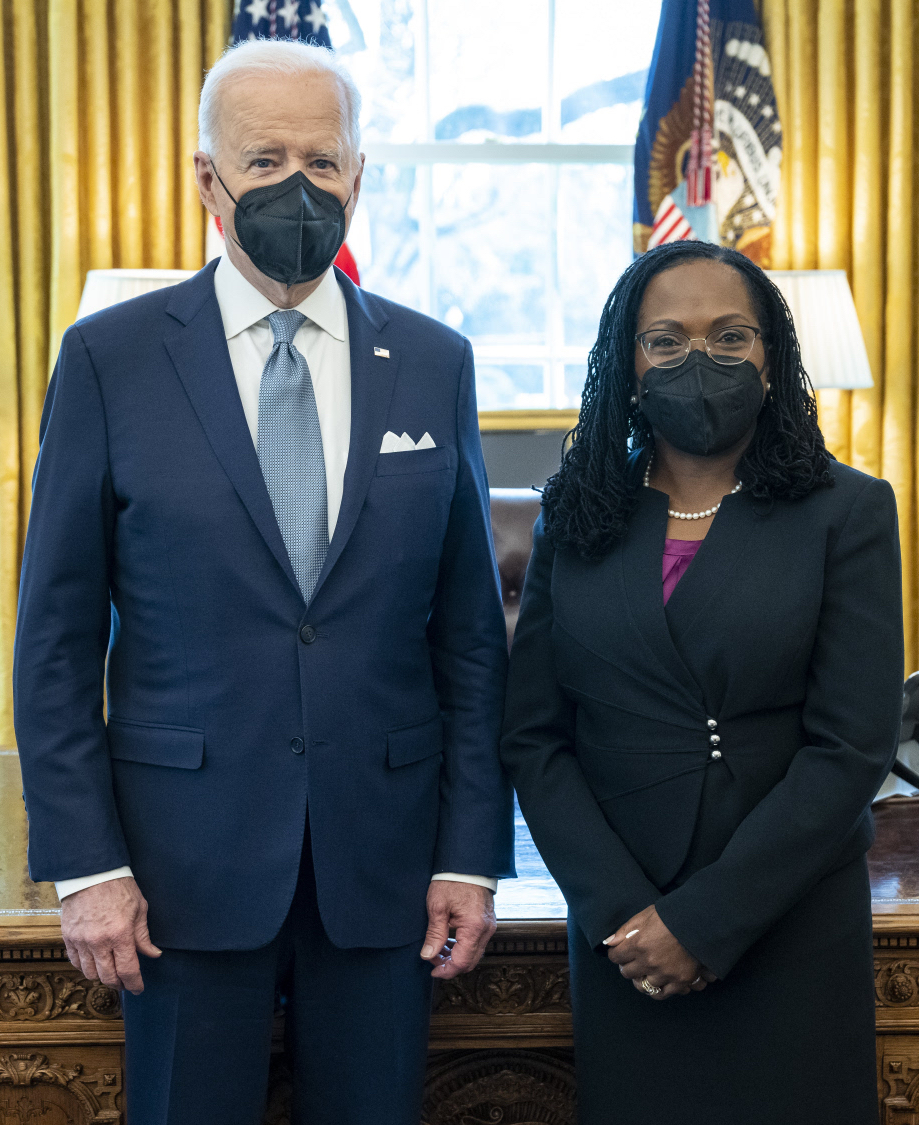
Президент Джо Байден и судья Кетанджи Браун Джексон

В 2016 году Джексон рассматривали в числе потенциальных кандидатов в Верховный суд США на замену умершему судье Антонину Скалиа. В январе 2022 года судья Верховного суда Стивен Брайер (бывший начальник Джексон) объявил о планах уйти в отставку, после чего президент Байден подтвердил своё предвыборное обещание впервые в истории США назначить в Верховный суд чёрную женщину. Ранее Джексон называли в числе наиболее вероятных кандидатур Байдена в случае вакансии в Верховном суде.
В конце февраля того же года Байден официально выдвинул Джексон на должность судьи Верховного суда США, а в конце марта в Юридическом комитете Сената прошли слушания по её кандидатуре. 4 апреля голосование в Юридическом комитете Сената прошло строго по партийной линии и завершилось вничью: все 11 демократов комитета проголосовали в поддержку Джексон, а все 11 республиканцев — против неё. Из-за такого результата голосования Сенат провёл особое голосование для дальнейшего рассмотрения кандидатуры Джексон перед полным составом Сената. 7 апреля Сенат США 53 голосами (к демократам присоединились сенаторы-республиканцы Сьюзан Коллинз, Лиза Меркауски и Митт Ромни) против 47 утвердил кандидатуру Джексон в Верховный суд. Джексон вошла в состав суда 30 июня 2022 года, после окончания полномочий Стивена Брайера, став первой чёрной женщиной в Верховном суде США и первым его членом с опытом работы государственным защитником.

### В Верховном суде
21 июля 2022 года Джексон проголосовала по своему первому делу в Верховном суде. Она стала одной из четырёх судей, выступивших с особым мнением по решению большинства об отказе блокировать решение окружного суда, которое не позволило администрации Байдена устанавливать новые приоритеты правоприменения для нелегальных иммигрантов.
Джексон взяла самоотвод в деле «„Студенты за честное поступление“ против Гарварда» из-за своего членства в наблюдательном совете Гарварда, но в связанном с ним деле «„Студенты за честное поступление“ против Университета Северной Каролины» написала одно из двух особых мнений либерального меньшинства Верховного суда. В обоих делах консервативное большинство признало незаконной позитивную дискриминацию при поступлении в университеты

## Личная жизнь
В 1996 году Кетанджи Браун вышла замуж за хирурга Патрика Грейвса Джексона. Благодаря браку, она стала дальней родственницей республиканца Пола Райана, который некоторое время был спикером Палаты представителей США. Райан положительно высказывался о кандидатуре и личности Джексон во время рассмотрения её кандидатуры на судейские должности в 2012 и в 2022 годах, несмотря на их политические различия. У Кетанджи и Патрика две дочери, Талия и Лейла.
Джексон — внеконфессиональная протестантка.